# Fénix Directo
Fénix Directo é uma empresa seguradora espanhola que pertence desde 1999 à companhia de seguros multinacional alemão Allianz.

## História
Fenix teve as suas origens na companhia de seguros La Unión y El Fenix. A história da La Unión y El Fenix data do ano de 1864. Entre os anos de 1928 e 1931 construiu-se o Edifício La Unión e o Fénix Espanhol em Madrid para acolher uma clínica da companhia de seguros homónima.
Fenix directo começou a operar no ano de 1991 como filial da La Unión e o Fenix, com o nome de Fénix Autos, especializando-se na área de negócio dos seguros dos automóveis e na utilização de técnicas de gestão directa para a comercialização dos seus seguros.
Em 1995, a fusão entre AGF Seguros e La Unión y El Fénix, Fénix Autos, altera a sua designação social e nasce assim Fénix Directo.
Hoje em dia, a partir da fusão em 1999 com o grupo segurador alemão e prestadores de serviços financeiros Allianz, Fénix Directo constitui-se como a companhia em Espanha do grupo Allianz especializada na venda directa e gestão de seguros automóveis e motociclos através do telefone e internet.
A sede social de Fénix Directo localiza-se em Madrid, na Ramírez de Arellano, 35.